# Oreste Berta
Oreste Berta (ur. 1940 w Rafaeli) – argentyński inżynier i konstruktor wyścigowy.

## Życiorys
W 1962 roku Berta dołączył do argentyńskiego oddziału Renault, gdzie przygotowywał udane czterolitrowe silniki Tornado do wyścigów samochodów turystycznych. Dzięki tym sukcesom de Tomaso zaoferował mu ofertę rozwijania ich samochodów wyścigowych, ale Renault złożyło kontrofertę, w myśl której uruchomiliby mu własną fabrykę w Argentynie, a ponadto pracowałby on w oddziale sportowym. Berta założył fabrykę niedaleko toru Córdoba, skupiając się jednocześnie na modyfikacji i przygotowywaniu silników Renault. Na początku lat 70. Berta zaczął pracować jako samodzielny konstruktor samochodów wyścigowych.
Berta skonstruował znaczną liczbę sportowych prototypów napędzanych przez czterolitrowe silniki, modyfikował jednocześnie europejskie części. W taki sposób skonstruował silnik V8, opierający się na jednostce Cosworth DFV, którą opisywał jako dysponującą 420 KM mocy i lżejszą od DFV o 20 kg. Podobna modyfikacja dotyczyła skrzyń biegów Hewland. Samochody Berta LR (różne od późniejszego projektu Formuły 5000), inspirowane Lolą, zdobyły tytuły w krajowych mistrzostwach w latach 1971 oraz 1973–1975.
Berta miał jednak ambicję rozwoju międzynarodowego i w 1974 roku rozpoczął rywalizację w Amerykańskiej Formule 5000 modelem Berta LR. Linie tego samochodu, zaprojektowanego i zbudowanego w 50 dni, opierały się na samochodach Chevron. Projekt ten jednak szybko upadł z powodu braku przygotowania i odpowiednich środków finansowych. Nieudana okazała się także próba wejścia do Formuły 1 za pośrednictwem modelu Berta 1 z Néstorem Garcíą Veigą.
W latach 80. Berta budował samochody dla serii Codasur F2 i SudAm F3, a także dla Niemieckiej Formuły 3 w 1988 roku, który okazał się jednak niezgodny z regulaminem. Pod koniec lat 90. wraz z synami: Oreste juniorem oraz Brianem zaangażował się w serię TC2000.